# Себа-Біч
Себа-Біч (англ. Seba Beach) — літнє село в Канаді, у провінції Альберта, у складі муніципального району Паркленд.

## Населення
За даними перепису 2016 року, літнє село нараховувало 169 осіб постійного населення, показавши зростання на 18,2%, порівняно з 2011-м роком. Середня густина населення становила 195,5 осіб/км².
З офіційних мов обидвома одночасно володіли 10 жителів, тільки англійською — 165. Усього 5 осіб вважали рідною мовою не одну з офіційних.
Працездатне населення становило 40 осіб (30,8% усього населення), усі були зайняті.

## Клімат
Середня річна температура становить 2,8°C, середня максимальна – 21°C, а середня мінімальна – -19,3°C. Середня річна кількість опадів – 531 мм.
| Клімат поселення                              | Клімат поселення | Клімат поселення | Клімат поселення | Клімат поселення | Клімат поселення | Клімат поселення | Клімат поселення | Клімат поселення | Клімат поселення | Клімат поселення | Клімат поселення | Клімат поселення | Клімат поселення |
| Показник                                      | Січ.             | Лют.             | Бер.             | Квіт.            | Трав.            | Черв.            | Лип.             | Серп.            | Вер.             | Жовт.            | Лист.            | Груд.            |                  |
| Середній максимум, °C                         | −6,62            | −2,93            | 2,10             | 9,68             | 15,78            | 19,88            | 21,04            | 20,67            | 15,58            | 10,30            | 1,17             | −4,46            |                  |
| Середня температура, °C                       | −12,95           | −9,27            | −4,24            | 3,34             | 9,46             | 13,54            | 15,85            | 15,47            | 10,38            | 5,09             | −4,03            | −9,64            |                  |
| Середній мінімум, °C                          | −19,29           | −15,59           | −10,57           | −2,99            | 3,11             | 7,20             | 10,65            | 10,28            | 5,18             | −0,1             | −9,23            | −14,84           |                  |
| Норма опадів, мм                              | 27               | 16               | 18               | 29               | 58               | 93               | 102              | 72               | 45               | 29               | 24               | 18               |                  |
| Середньомісячна швидкість вітру, м/с          | 3.13             | 3.38             | 3.33             | 3.45             | 3.40             | 3.10             | 2.80             | 2.70             | 2.90             | 3.20             | 3.10             | 3.13             |                  |
| Середньомісячна сонячна радіація, кДж/м²·день | 3446             | 6841             | 12179            | 17157            | 20381            | 21941            | 22128            | 18531            | 12565            | 7351             | 3703             | 2545             |                  |
| --------------------------------------------- | ---------------- | ---------------- | ---------------- | ---------------- | ---------------- | ---------------- | ---------------- | ---------------- | ---------------- | ---------------- | ---------------- | ---------------- | ---------------- |
| Джерело:                                      |                  |                  |                  |                  |                  |                  |                  |                  |                  |                  |                  |                  |                  |